# 沙沟乡 (贵南县)
沙沟乡，是中华人民共和国青海省海南藏族自治州贵南县下辖的一个乡镇级行政单位。

## 行政区划
沙沟乡下辖以下地区：
郭仁多村、赛尔塘村、石崖村、东吾羊村、尕巴村、洛合相村、石乃亥村、查纳村、拉扎村、居乎拉村、过列村、东让村、德茫村、关塘村和汪什科村。